# Martin Laas
Martin Laas   (Viljandi, 15 de setembre de 1993) és un ciclista estonià, professional des del 2015, quan fitxà pel Marseille 13 KTM. El 2023 va córrer a l'equip Astana Qazaqstan. Actualment corre a l'equip Ferei Mongolia.
En el seu palmarès destaca la Volta a Estònia del 2015, així com diverses etapes en curses d'una setmana.

## Palmarès
- 2015
  - 1r a la Volta a Estònia i vencedor d'una etapa
  - Vencedor d'una etapa al Tour de Loiret
- 2018
  - Vencedor de 3 etapes a la Tour de Tailàndia
  - Vencedor d'una etapa a la Volta al Japó
  - Vencedor d'una etapa al Baltic Chain Tour
- 2019
  - Vencedor d'una etapa a la Tour de Tailàndia
  - Vencedor de 4 etapes al Tour de Taiyuan
  - Vencedor de 3 etapes a la Volta a Corea
  - Vencedor de 3 etapes al Tour del llac Poyang
- 2020
  - Vencedor de 2 etapes a la Volta a Eslovàquia
- 2021
  - Vencedor d'una etapa a la Volta a Estònia
  - Vencedor d'una etapa a l'Arctic Race of Norway
- 2022
  - Vencedor de 2 etapes al Baltic Chain Tour
- 2023
  - 1r al Tour de Sakarya i vencedor d'una etapa
- 2024
  - Vencedor de 8 etapes de l'HTV Cup
  - Vencedor de 2 etapes a la Volta a Lituània
  - Vencedor d'una etapa al Tour de l'Ijen
  - Vencedor d'una etapa a la Trans-Himalaya Cycling Race
  - Vencedor d'una etapa al Tour de Hainan
  - Vencedor de 3 etapes al Tour del llac Poyang
  - Vencedor de 2 etapes al Tour del llac Taihu
- 2025
  - 1r al Tour de Lituània i vencedor de tres etapes
  - Vencedor d'una etapa a la Volta al llac Qinghai
  - Vencedor d'una etapa a la Trans-Himalaya Cycling Race

### Resultats a la Volta a Espanya
- 2020. 140è de la classificació general
- 2021. 140è de la classificació general